# České Křižánky
České Křižánky (německy Böhmisch Krischanek) je severovýchodní část obce Křižánky v okrese Žďár nad Sázavou. V roce 2009 zde bylo evidováno 81 adres. V roce 2001 zde trvale žilo 61 obyvatel.
České Křižánky je také název katastrálního území o rozloze 2,68 km2.

## Pamětihodnosti
- Kupcův mlýn a pila

## Galerie

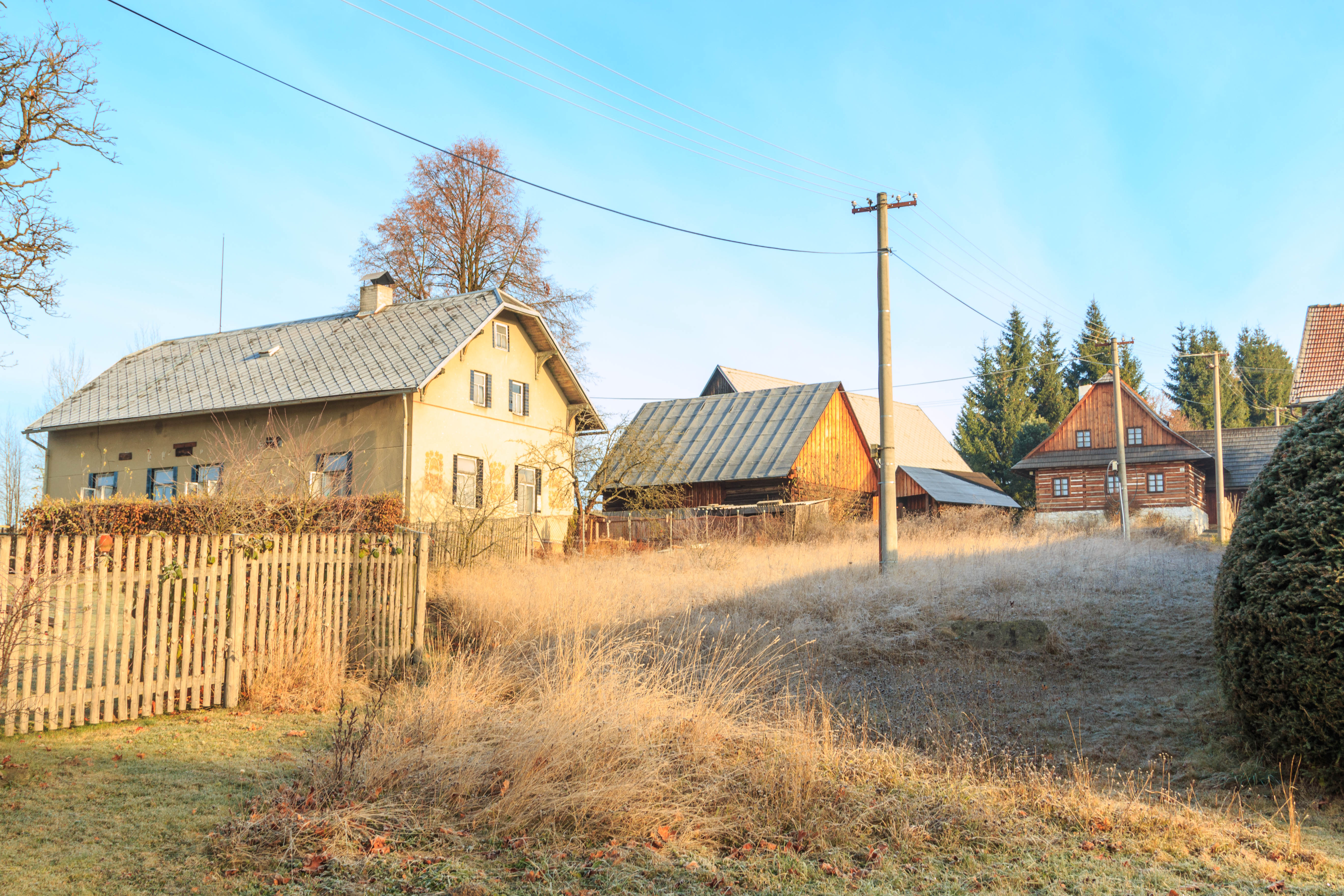
Venkovský dům, České Křižánky 4
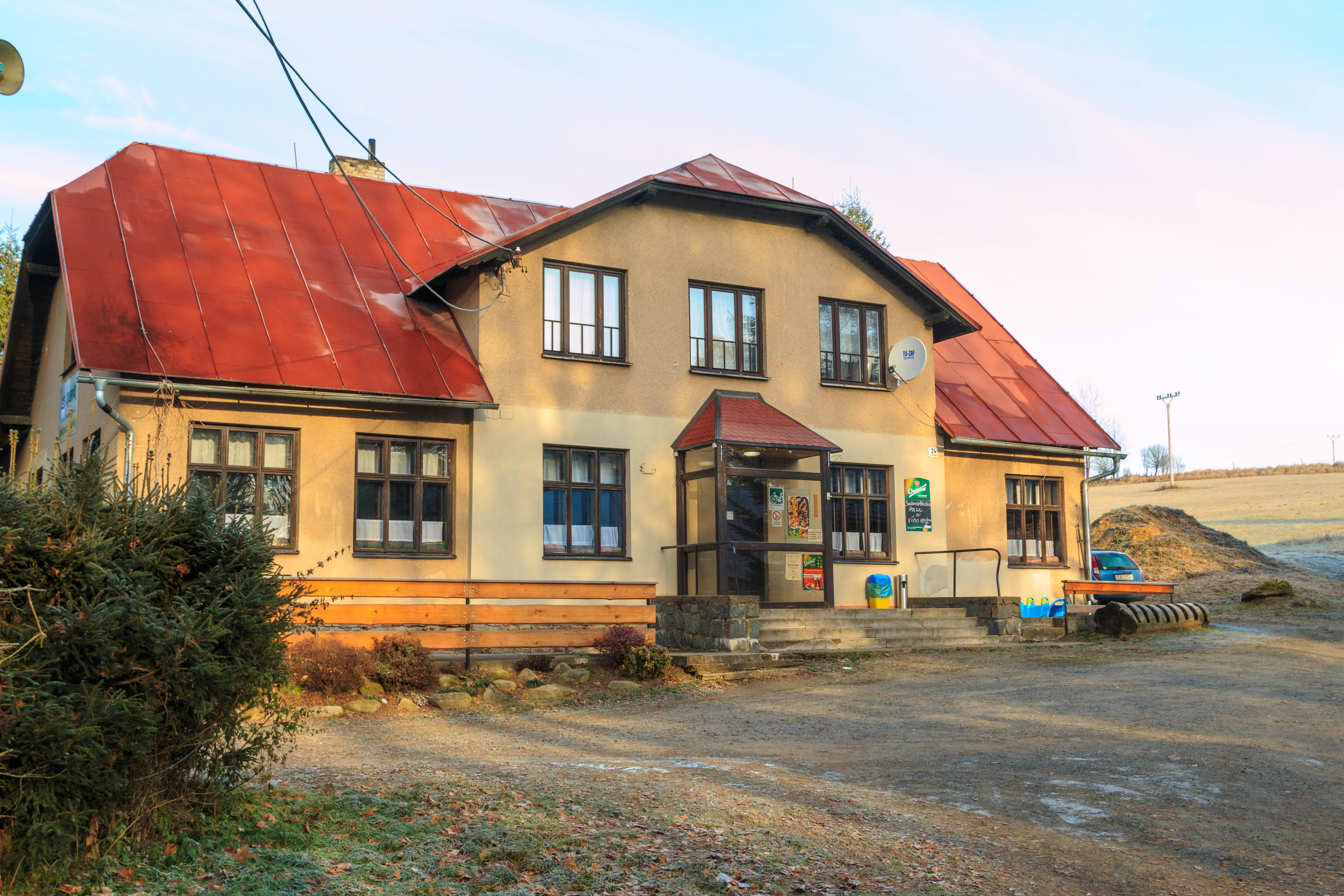
České Křižánky – hostinec Za řekou
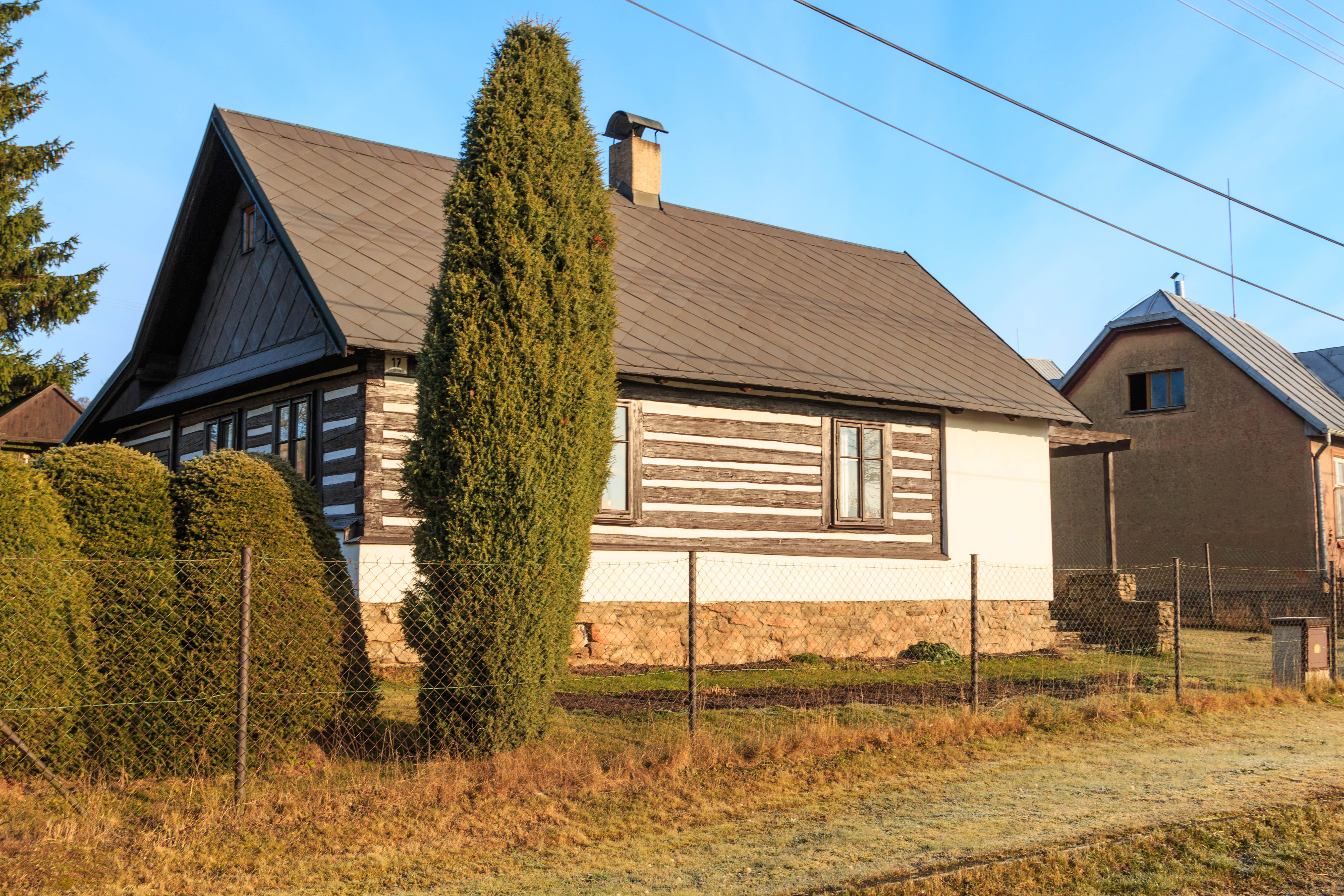
České Křižánky – čp. 17
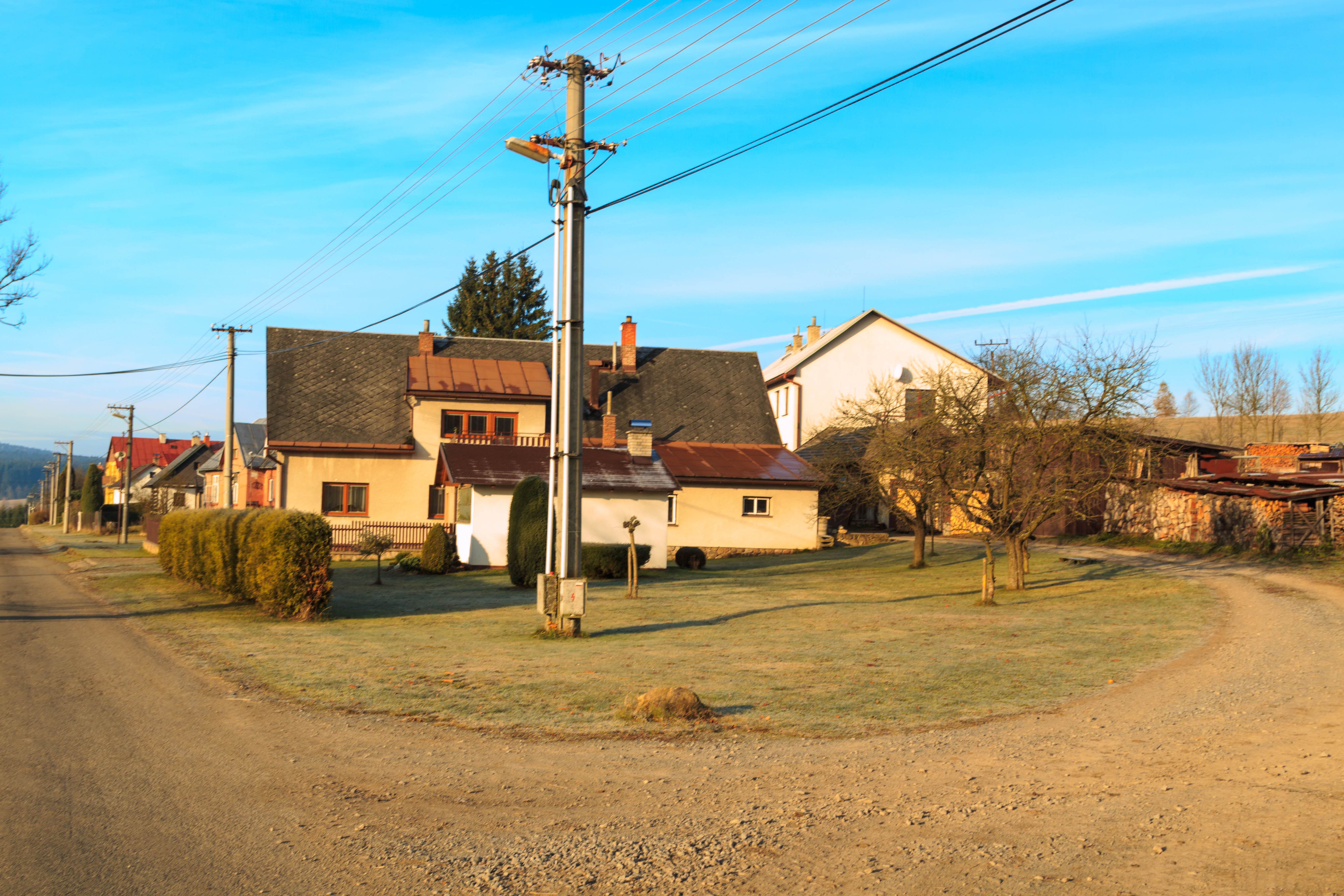
České Křižánky – čp. 65